# Nipponaetes striatus
Nipponaetes striatus là một loài tò vò trong họ Ichneumonidae.